# NNIT
NNIT A/S er et dansk it-aktieselskab, der rådgiver om, udvikler, implementerer og driver it-løsninger til virksomheder inden for life sciences i Danmark og internationalt samt til alle typer kunder i Danmark.
Virksomhedens kunder omfatter blandt andet danske og internationale medicinalfirmaer, offentlige virksomheder, finansielle virksomheder og andre større, danske og udenlandske virksomheder. NNIT er p.t. (2017) det tredjestørste it-serviceselskab i Danmark.
NNIT's mere end 3.000 medarbejdere er primært beskæftiget på hovedkontoret i Danmark samt i Asien, Europa og USA. 
I 1994 lagde Novo Nordisk sine it-aktiviteter ud i en selvstændig afdeling ved navn Novo Nordisk IT. Dette var resultatet af en sammenlægning af de to interne it-afdelinger i Healthcare, Enzyme og Novo Nordisk Data Service Division. I 1999 blev Novo Nordisk IT oprettet som aktieselskab, dog ejet 100% af Novo Nordisk. I 2004 skiftede virksomheden navn til det nuværende NNIT. I marts 2015 blev NNIT børsnoteret på NASDAQ OMX .
NNIT A/S er ISO 9001 og ISO 27001 certificeret .